# Miguel Guirao Gea
Miguel Guirao Gea (Vélez-Rubio, Almería, 7 de julio de 1886 - Granada, 3 de diciembre de 1977) fue un médico, arqueólogo y profesor universitario español.

## Trayectoria
Si bien la mayor parte de su vida familiar y actividad estudiantil y profesional se desarrollaron en Granada, Miguel Guirao mantuvo una estrecha relación con la comarca de Los Vélez. Casó con Isabel Pérez Serrabona, con la que tuvo cinco hijos. Uno de ellos, Miguel Guirao Pérez, nacido en Granada, ha llegado a ser también un médico especialista en anatomía.
Estudió medicina en la Universidad de Granada, llegando a ser médico militar, catedrático de Embriología y Anatomía descriptiva, decano de la Facultad de Medicina, vicerrector de la universidad y presidente de la Real Academia de Medicina y Cirugía de esa ciudad. Es autor de obras en estos ámbitos que son trabajos de referencias hoy día, con respecto, entre otros temas a la historia de los estudios de medicina en la Universidad de Granada.
En el ámbito de la arqueología, cabe destacar su trabajo como comisario de excavaciones desde los años 1950 hasta comienzos de los 70. Se debe a él la excavación sistemática de diversas necrópolis de la Edad Antigua y Media en la comarca de Los Vélez, como las de los parajes de El Castellón, Judío, Xarea o Cahuit. Realizó asimismo diversas investigaciones geológicas.
Mantuvo correspondencia y amistad con diversos profesionales del ámbito, y escribió una serie de artículos en revistas especializadas que se recopilaron en el volumen Prehistoria y protohistoria de Vélez-Rubio y Vélez-Blanco, editado en Granada en 1955. Póstumamente se editó Vélez-Rubio un volumen titulado Apuntes y notas sobre Vélez-Rubio y su comarca, que incluye una amplia y diversa producción literaria e y científica.
En vida recibió numerosos homenajes y galardones. Fue nombrado Hijo Adoptivo por la ciudad de Almería y el vecino pueblo de Vélez-Blanco, mientras que su pueblo natal le designó Hijo Predilecto. Tiene calles con su nombre en Vélez-Rubio, en Chirivel, Vélez-Blanco, Almería y Granada.
Asimismo se bautizó con su nombre el Museo Comarcal Velezano Miguel Guirao, como recuerdo a quien inició la colección en una vitrina de su despacho durante los años 50.

## Obras

### Medicina
- La Medicina en Granada desde su reconquista hasta nuestros días: centros hospitalarios y facultades de medicina. Granada: Universidad de Granada, 1976. 59 págs. ISBN 9788433800251.
- Anatomía de la consciencia, anatomía sofrológica.  Andes Internacional, 1976. 288 págs. ISBN 9788485098002.

### Arqueología
- Prehistoria y protohistoria de Vélez-Rubio y Vélez-Blanco. Granada, 1955.
- Apuntes y notas sobre Vélez-Rubio y su comarca. Vélez-Rubio. (Póstumo).
- «Cerámica musulmana en El Castellón (Vélez-Rubio)», en Arqueología en la comarca de los Vélez (Almería), ISBN 84-8108-043-8, 1994, págs. 163-168. Disponible en BiblioArqueología.
- Guirao Gea, Miguel et al.: Arqueología en la comarca de los Vélez (Almería): homenaje al profesor Miguel Guirao Gea en Revista Velezana. Vélez-Rubio: Instituto de Estudios Almerienses, 1994. 195 págs. Il. 25 cm.